# Tollo (Vega de Liébana)
Tollo es una localidad española del municipio de Vega de Liébana, perteneciente a la comunidad autónoma de Cantabria.

## Toponimia
Su nombre puede deberse al significado que esta palabra (tollo) tiene en la lengua española.

## Geografía
La localidad está situada a 562 m s. n. m., en terreno montañoso con cordilleras, valles y riachuelos. Dista 3,2 kilómetros de la capital municipal, La Vega.

## Historia
Hacia mediados del siglo XIX, el lugar, ya por entonces perteneciente a Vega de Liébana, tenía contabilizada una población de 80 habitantes. Aparece descrito en el decimoquinto volumen del Diccionario geográfico-estadístico-histórico de España y sus posesiones de Ultramar de Pascual Madoz con las siguientes palabras:

TOLLO: l. en la prov. de Santander, part. jud. de Potes, dióc. de Leon, aud. terr. y c. g. de Búrgos, ayunt. de Vega de Liebana. sit. en terreno montuoso; su clima es bastante sano. Tiene 16 casas; escuela de primeras letras por temporada; igl. parr. (San Julian) servida por un cura de ingreso y presentar del duque del Infantado, y buenas aguas potables. Confina con pueblos de su ayunt. El terreno es montuoso, formando cordilleras y valles por los que corren algunos arroyuelos mas ó menos importantes. Los caminos son locales, estrechos y malos: recibe la correspondencia de Potes. prod.: granos, legumbres, vino, frutas y pastos; cria ganados y caza de varios animales. pobl.: 18 vec., 80 alm. contr.: con el ayunt.
(Madoz, 1849, p. 16)

En 2023, la entidad singular de población de Tollo tenía empadronados 22 habitantes y el núcleo de población, también 22.

## Personas notables
En Tollo nació Juan González Bedoya (periodista del siglo XX).

## Patrimonio
La iglesia parroquial de San Julián es de los siglos XVI-XVII; tiene un retablo del XVII.